# Estadi de Son Moix
Estadi de Son Moix (w latach 2006-2010 stadion nazywał się ONO Estadi, a w latach 1999-2006 Son Moix) - wielofunkcyjny stadion położony na Balearach w mieście Palma de Mallorca. Stadion został zbudowany w 1999 roku na przyjęcie Uniwersjady, która w tym samym roku odbyła się na Majorce. Iberostar Estadio jest położony w przemysłowej dzielnicy Can Valero, która znajduje się 3 kilometry od centrum Palmy.
Na tym stadionie swoje mecze rozgrywa hiszpański zespół RCD Mallorca. Od kiedy klub kupił stadion od władz miasta stadion zastąpił stary obiekt Estadio Lluis Sitjar. Pojemność stadionu wynosi 23 142 miejsc. 